# Suillia steyskali
Suillia steyskali är en tvåvingeart som beskrevs av Woznica 2006. Suillia steyskali ingår i släktet Suillia och familjen myllflugor.
Artens utbredningsområde är Colombia. Inga underarter finns listade i Catalogue of Life.